# Nowy Świat (Pruchna)
 Nowy Świat – część wsi Pruchna w Polsce, położona w województwie śląskim, w powiecie cieszyńskim, w gminie Strumień.
W latach 1975–1998 Nowy Świat położony był w województwie bielskim.
Nazwa wywodzi się od osiadłych tu kolejarzy wraz z rodzinami.